# Гигантска леопардова пеперуда
Гигантската леопардова пеперуда (Hypercompe scribonia) е вид насекомо от семейство Arctiidae.

## Физически характеристики
Размахът на крилете на този вид пеперуди е около 3 инча (8 cm). Крилата са бели с плътни и кухи черни петна по тях. Коремът е черно-син с оранжеви белези, като мъжките видове имат тясна жълта ивица от страни. На краката имат черни и бели пръстени.
Възрастните пеперуди летят само нощно време, обикновено след свечеряване.

## Разпространение и местообитание
Видът е разпространен в цяла Южна и Източна Америка от Нова Англия до Мексико.

## Хранене
Гъсеницата на тези пеперуди яде различни широколистни растения, като живовляци, глухарчета и теменуги:
| - Бугенвилея (Bougainvillea) - Зеле (Brassica) - Brugmansia - Коноп (Cannabis) - Citrus - Euphorbia - Helianthus - Орлови нокти (Lonicera) | - Магнолия (Magnolia) - Черница (Morus) - Банан (Musa) - Пауловния (Paulownia) - Persea - Phytolacca - Живовляк (Plantago) - Pyrostegia | - Рицин (Ricinus) - Robinia - Върба (Salix) - Люляк (Syringa) - Глухарче (Taraxacum) - Теменуга (Viola) - Босилек (Ocimum basilicum) - Маруля (Lactuca sativa) |